# Hnutí O co jim jde?!
Hnutí O co jim jde?! vzniklo v roce 2010 jako politická odnož stejnojmenného občanského sdružení, regionálně spjaté s městem Karlovy Vary a Karlovarským krajem. Nejvyšší správní soud politické hnutí rozpustil v prosinci 2023.

## Historie hnutí
Občanské sdružení O co jim jde?! vzniklo v Karlových Varech v roce 2007 jako „reakce na nehospodárné a účelové jednání místního politického vedení radnice při správě městského majetku“, zejména pak při stavbě multifunkčního stadionu KV Arena. Stavbu provázely od začátku kontroverze, které vyvrcholily tzv. Karlovarskou losovačkou. Zakládající členové hnutí, většinou stavební inženýři, prováděli kontrolu stavby z vlastní iniciativy a mj. upozornili na nesrovnalosti s proplácením nedostatečných pilotů. Po upozornění ohledně výstavby haly se občanské sdružení zaměřilo celkově na kontrolu činnosti vedení magistrátu, na kterém v letech 2006–2010 vládla koalice ODS a ČSSD. 
Opoziční činnost mimo volené struktury se vedení občanského sdružení rozhodlo proměnit v politickou činnost a před komunálními volbami v říjnu 2010 založilo politické „Hnutí O co jim jde?!“
V lednu 2022 vláda navrhla pozastavit činnost hnutí, protože neplnilo zákonné povinnosti, k čemuž došlo 16. března 2022. Nejvyšší správní soud jej rozpustil v prosinci 2023.

## Volby do zastupitelstva města Karlovy Vary 2010
Ze 17 stran a hnutí, které v Karlových Varech kandidovaly, skončilo OCJJ na 7. místě a jako poslední překonalo 5% hranici nutnou pro vstup do zastupitelstva města.
V rámci povolebních vyjednávání se utvořila tzv. K20 (podle celkového počtu mandátů), koalice čtyř subjektů (vítězné KOA, ALTERNATIVA, TOP 09 a OCJJ). Všechny subjekty spojovala opozice vůči dosavadnímu vedení radnice. OCJJ získalo posty dvou radních.
Po koaliční krizi v K20, která nastala vypovězením koaliční smlouvy ze strany hnutí KOA v červnu 2011 a dlouhých jednáních, vznikla nová koalice za účasti ODS, které se hnutí odmítlo zúčastnit. OCJJ je od března 2012 v opozici, ve které nadále má dva zastupitele - Jaroslava Fujdiara a Otmara Homolku.

## Volby do zastupitelstva Karlovarského kraje 2012
Na začátku roku 2012 se OCJJ spojilo s krajskými organizacemi KDU-ČSL a Strany zelených s cílem společné kandidatury v podzimních krajských volbách. Strany kandidovaly pod značkou Koalice pro Karlovarský kraj, což byla volební strana KDU-ČSL a dalších partnerů již v krajských volbách 2004 i 2008. Lídrem kandidátky se stal krajský předseda lidovců Marek Poledníček, OCJJ mělo čtyři kandidáty v první desítce (Otmar Homolka, Jaroslav Fujdiar, Josef Janů, Jindřich Čermák).
Koalice pro Karlovarský kraj získala ve volbách 4,66 % a do zastupitelstva těsně nepronikla; více než třetinu hlasů získala koalice v Karlových Varech.

## Volby do zastupitelstva města Karlovy Vary 2014
Do komunálních voleb 2014 se OCJJ spojilo s menšími středovými subjekty - KDU-ČSL, Strana zelených a Pirátská strana. Uskupení vyjádřil podporu karlovarský rodák, herec a trumpetista Ladislav Gerendáš, který se také objevil v názvu volební strany - Hnutí O co jim jde?! s podporou KDU-ČSL, Pirátů, Strany zelených a Ládi Gerendáše.

## Volební výsledky

### Komunální volby Karlovy Vary
| Volby | Počet hlasů | Hlasy v % | Počet mandátů |
| ----- | ----------- | --------- | ------------- |
| 2010  | 41 078      | 7,26 %    | 3 mandáty     |

### Krajské volby Karlovarský kraj
| Volby | Počet hlasů | Hlasy v % | Počet mandátů | Poznámka                                                                        |
| ----- | ----------- | --------- | ------------- | ------------------------------------------------------------------------------- |
| 2012  | 3 364       | 4,66 %    | 0             | V rámci Koalice pro Karlovarský kraj; v Karlových Varech získala koalice 8,49 % |